# Eppelborner Heimathefte
Die Eppelborner Heimathefte sind eine regionale Geschichtszeitschrift für die Gemeinde Eppelborn im Landkreis Neunkirchen (Saarland). Mit dem Untertitel Beiträge zur Heimatgeschichte für Bubach-Calmesweiler, Dirmingen, Eppelborn, Habach, Hierscheid, Humes, Macherbach u. Wiesbach erscheint sie seit 1983. Herausgeber ist der Förderkreis für Heimatkunde und Denkmalpflege e.V. Eppelborn.
Seit 1983 sind unter der Schriftleitung von Reinhold Bost und nach dessen Tod durch Hans-Günter Maas 21 reguläre Ausgaben und eine Sonderausgabe in einem Umfang von jeweils 92 bis 160 Seiten erschienen.

## Hefte
- Nr. 1 (1983), u. a. mit den Beiträgen: Das Eppelborner Schloß und seine Besitzer; Pfarrkirche St. Sebastian in Eppelborn
- Nr. 2 (1985)Inhalt: Das Schloß Ippelbrunn; Unsere Heimat im Strom der großen Geschichte; Amandus von Buseck – sein Lebensweg beginnt in Eppelborn; 250 Jahre Schloß Buseck in Calmesweiler; 100 Jahre Post in Dirmingen
- Nr. 3 (1987) Inhalt: Aus der Geschichte der Eppelborner Schulen; Der Hierscheider Graben; Der Bau der Illtalbahn vor 90 Jahren; Die naturräumliche und topographische Lage Eppelborns;
- Nr. 4 (1989) Inhalt: Die ersten Namensträger Rech und Dörr in Eppelborn; 90 Jahre Obst- und Gartenbauverein Eppelborn; Mundartliche Mengenbezeichnungen in der Großgemeinde Eppelborn; Haus und Dorfbild einst und heute; 10 Jahre Förderkreis Heimatkunde; Mundartgedichte;
- Nr. 5 (1991) Inhalt: Die Geschichte des Bildstöckels auf dem Steinhügel; Einwohnerlisten von Habach; Tagebuch im Russlandfeldzug; Das Märchen vom Kirchenchor; Der „Kuhschwanz“ – ein Straßenzug;
- Nr. 6 (1993) Inhalt: Schloss Buseck und seine Bewohner um die Jahrhundertwende; Von der Bannmühle zur modernen Kurklinik (Landheim Wiesbach); Fliegerangriffe auf den Raum Eppelborn im 2. Weltkrieg; Der saarländische Katholizismus und der Nationalsozialismus; Friedhofssatzung von 1840;
- Nr. 7 (1995) Inhalt: Die St. Josefs – Kapelle in Macherbach; Eppelborn unter dem Hakenkreuz;  Hierscheid, Eine Bevölkerungsliste aus dem Jahre 1858; Die Bürgermeisterfamilie Thetard zwischen 1816 und 1872; Habach – Die Entwicklung eines Dorfes; Humes im Zweiten Weltkrieg;
- Nr. 8 (1997) Inhalt: Als die Pfarrer von Dirmingen und die Pastöre von Eppelborn auch für Uchtelfangen zuständig waren; Der Busecksche Besitz im mittleren Theeltal; 200 Jahre Wallenbornkapelle in Wiesbach; Kirmes und Jahrmarkt in Eppelborn; Münzen und Medaillen derer von Buseck;
- Nr. 9 (1999) Inhalt: Zwanzig Jahre FHD; Lambertus Aldringer, ev. Pfarrer von Eppelborn; Die Wälder der Herrschaft Eppelborn 1723; Vom Jünglingsverein zur Sturmschar; Habacher Häuser und Hausnamen um die Jahrhundertwende; Die Auswirkungen des Kulturkampfes im Großraum Eppelborn
- Nr. 10 (2001) Inhalt: Sophia von Greiffenclau und der Erwerb der Herrschaft Eppelborn durch die Ritter von Hagen zur Motten; Wie Hierscheid zu seinem Namen kam; Die Geschichte der Eppelborner Musikvereine und Chöre;  Siedlungsgeschichtliche Entwicklung Habach
- Nr. 11 (2003) Inhalt: Zwei Eppelborner Banken mit 100-jähriger Geschichte; Pfarrer Wilhelm Engel, Dirmingen; Beiträge zur Geschichte der Eppelborner Juden; Siedlungsgeschichtliche Entwicklung Habachs
- Nr. 12 (2005) Inhalt:  Zurück zu den Wurzeln (Genealogie Spaniol); Wo unsere Vorfahren 1824 wohnten; Humes im Vorfeld der Volksabstimmung vom 13.1.1935; Aus Chronik der Pfarrei „St. Wendalinus“ Dirmingen; Die Zentral-Molkerei Eppelborn
- Nr. 13 (2007) Inhalt: Historische Bau- und Kunstobjekte der Gemeinde Eppelborn; Peter Joseph Rech und sein Wirken in der Gemeinde Humes; Ein Auswanderungsskandal im späten 18. Jahrhundert; Menschen aus der Gemeinde Eppelborn, die in Konflikt mit dem Nationalsozialismus geriete
- Nr. 14 (2009) Inhalt: Dreißig Jahre Förderkreis für Heimatkunde und Denkmalpflege e.V. Eppelborn ; Geschichte der Parteien in Deutschland und an der Saar; Pastor Johann Speicher; Zum Gedenken an Bernhard Schmitt
- Sonderausgabe (2011) 1911–2011 Einhundert Jahre Koßmannschule, Dr. Ing. Otto Eberbach, Architekt der Koßmannschule, Kindheitserinnerungen an das Leben in einem Schulhaus
- Nr. 15 (2011) Inhalt: 250 Jahre Pfarrkirche und Kirchturm „St. Sebastian“ Eppelborn; Barockkirchen in Eppelborn, Dirmingen und Wiesbach; Bürgermeister vom Wahnsinn überfallen; Familie Kartes wandert nach Amerika; Der große Bergarbeiterstreik 1890
- Nr. 16 (2013) Inhalt:  Das Ende der Steinkohle im Saarland; Die alte Marien-Apotheke – einst eine Gastwirtschaft; Die Auswanderung der Gebrüder Krämer nach Kanada; Die Franzosenzeit in unserer Heimat; 50 Jahre Pfarrkirche St. Augustinus in Wiesbach; 60 Jahre Kolpingfamilie Humes – 40 Jahre Fanfarenzug
- Nr. 17 (2015) Inhalt:  Der Erste Weltkrieg 1914–1918; Vor 100 Jahren – Macherbach im 1. Weltkrieg 1914–1918; Euphorie und Tristesse – Wiesbach im Ersten Weltkrieg; Eppelborn – Ausgangspunkt eines Netzwerkes christlicher Verweigerung; Die Franzosenzeit; Die kommunale Gebiets- und Verwaltungsreform im Raum Eppelborn 1974; Geschichte der Filiale Eppelborn der Franziskanerinnen von Waldbreitbach
- Nr. 18 (2017) Inhalt: 500 Jahre Reformation; „Humes Lipps“ – Schinderhannes von der Saar?; Opfer des Ersten Weltkrieges; Entstehung und Entwicklung der „Derminga Kerb“...
- Nr. 19 (2019) Inhalt: Die Hoheitsgrenze zwischen der Grafschaft Nassau-Saarbrücken und Frankreich im Raum Eppelborn; Bartholomäus Koßmann – Eine Jahrhundertbiografie; Städtepartnerschaft Eppelborn-Outreau ...
- Nr. 20 (2021) Inhalt: Gestapo contra Katholische Jugendbewegung, Von der Schäfer-Brauerei im Herzen Dirmingens...
- Nr. 21 (2023) Inhalt: Ein Brunnen für das Herrenhaus Calmesweiler; Bartholomäus Koßmann: Vom Schreiber zum Bergmann; Der Bergmannspfad in Wiesbach ...

## Herausgeber
Der 1979 gegründete Förderkreis für Heimatkunde und Denkmalpflege e.V. Eppelborn ist Herausgeber der Eppelborner Heimathefte. Die etwa 60 aktiven Mitglieder erforschen und publizieren die Heimatgeschichte, wirken bei der Denkmalpflege mit und betreiben Ahnen- und Familienforschung. Daneben unterhalten und betreuen sie das Eppelborner Heimatmuseum. Neben den Heimatheften wurde 1981 die Festschrift 100 Jahre Post in Eppelborn publiziert und 2006 der Bildband Eppelborn im Wandel der Zeit herausgegeben. Jährlich veranstaltet der Förderkreis zur Eppelborner Pfingstkirmes Fotoausstellungen.